# Fairplay (album)
Fairplay – drugi studyjny album polskiej grupy muzycznej Flapjack, wydany 15 stycznia 1996 przez Metal Mind Productions (jako wydawnictwo o numerze 0030 wytwórni).

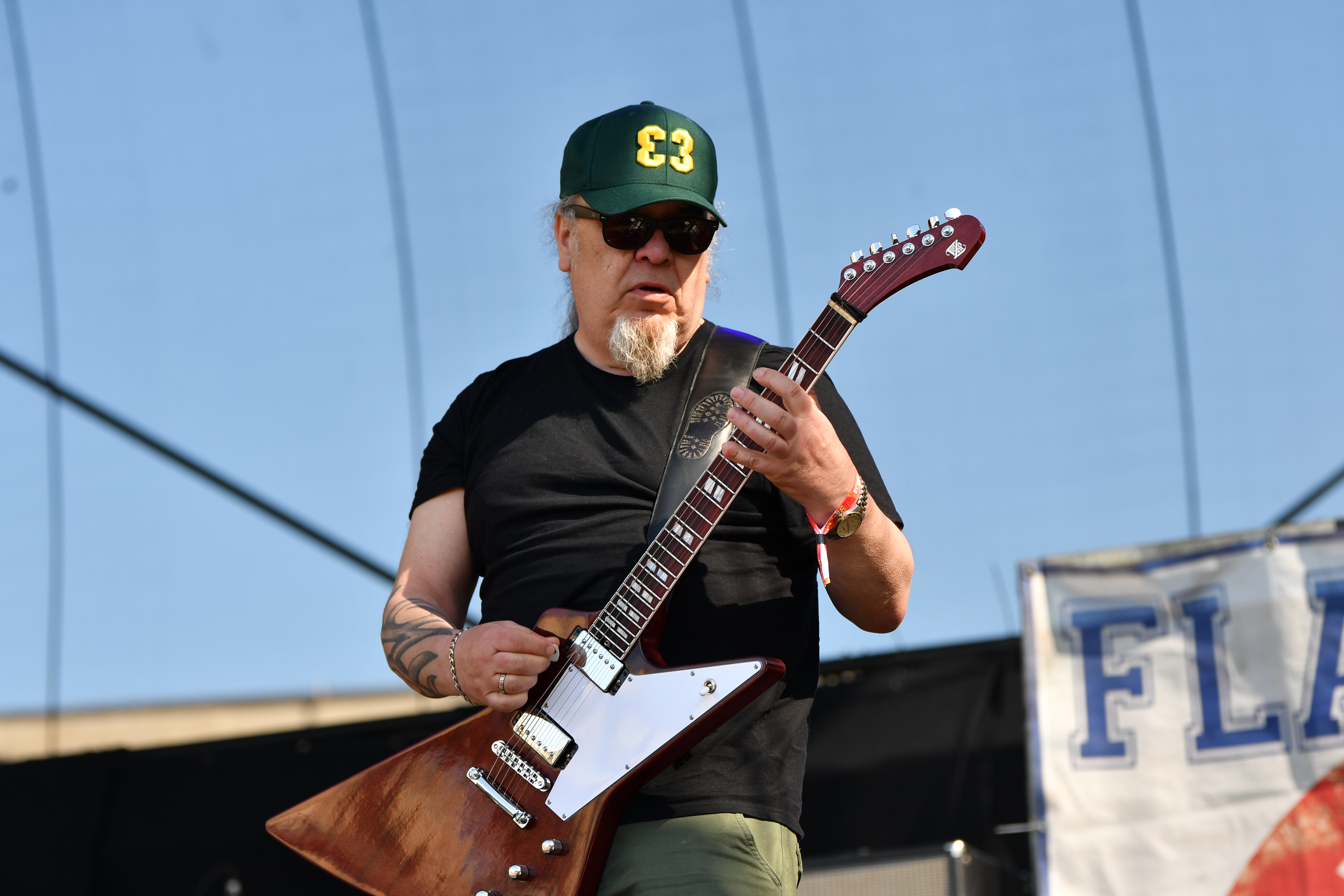
Maciej Jahnz w czapce z logo płyty Fairplay podczas koncertu Flapjack (2023)

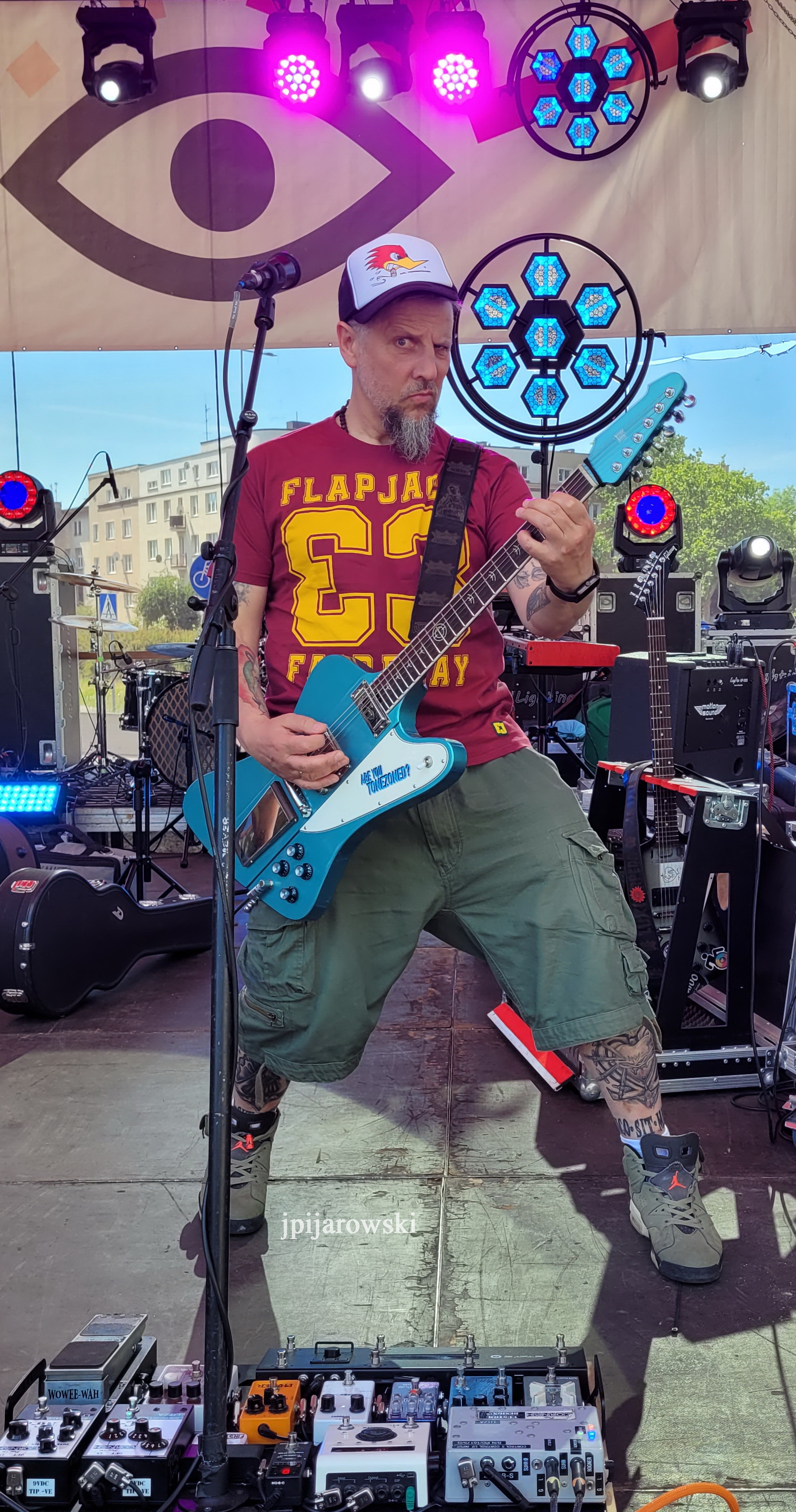
Robert Friedrich w koszulce z logo płyty Fairplay podczas koncertu (2024)

## Utwory
1. „Idol Free Zone” – 1:57 (Litza/Guzik)
2. „Active!” – 2:07 (Litza/Molka/Hau)
3. „Fairplay” – 2:35 (Litza/Guzik)
4. „Brasil!” – 1:02 (Molka/Guzik/Vimek)
5. „Soccer – Kids From Afrika” – 4:49 (Litza/Guzik)
6. „Pigment” – 4:42 (Litza/Guzik)
7. „Childike Trust” – 2:10 (Litza/Guzik)
8. „Comic Strip” – 2:48 (Ślimak/Hau)
9. „Throw This Shit Away” – 4:04 (Litza/Guzik)
10. „Hoolie's Reactions” – 3:27 (Hrapluck/Guzik)
11. „Slap My Neck” – 3:48 (Hrapluck/Guzik)
12. „Don’t Kill Anybody” – 2:21 (Litza/Guzik)
13. „33" – 3:21 (Litza/Ślimak)
14. „Whooz Next” – 3:07 (Litza/Guzik)

Utwory dodatkowe
- „Flapjack Senex” – 3:33
- „Whooz Next Jaromix” – 4:10[2]

## Twórcy
Skład zespołu
- Grzegorz „Guzik” Guziński – śpiew, śpiew dodatkowy (8), gitara (4)
- Robert „Litza” Friedrich – gitara rytmiczna, gitara basowa (2), śpiew dodatkowy (1,3,5,12)
- Maciej Jahnz – gitara prowadząca
- Jacek „Hrup-Luck” Chraplak – gitara basowa, gitara (10,11)
- Maciej „Ślimak” Starosta – perkusja, śpiew dodatkowy (8)
- Marcin „Vimek” Wimońć – śpiew dodatkowy (1,3,5,12,14), saksofon (4,6,14)

Udział innych
- „T. Heavick” – śpiew dodatkowy (1,3,5,12)
- Tomasz Bonarowski – śpiew dodatkowy (8)
- Rafał „Hau” Mirocha (Dynamind) – śpiew dodatkowy (2), śpiew (8)
- Tomasz Molka (później None) – perkusja (2,4)
- Adam Toczko, Tomasz Bonarowski – inżynierowie dźwięku, miksowanie
- Tomasz Dziubiński – producent wykonawczy
- Grzegorz Piwkowski – mastering
- Ela Gąsiorek – projekt okładki

Produkcja
- Nagrywanie – Deo Recordings Studio, Wisła
- Miksowanie – Studio Buffo
- Mastering – High End Audio

(Informacje na podstawie wkładki do albumu, MMPCD0030).

## Teksty
- Sam tytuł albumu symbolizował przeniesienie szczytnej idei sportowej fair play (gry fair) do życia codziennego. Teksty na albumie zawierały konotacje związane z piłką nożną[3]. We wkładce do albumu znalazły się zdjęcia członków zespołu podczas gry w piłkę nożną.
- Większość kompozycji powstała we współpracy „Litzy” i „Guzika” (pierwszy z nich był głównym kompozytorem, a obaj razem tworzyli teksty[4].
- Większość utworów wynikła ze współpracy „Litzy” i „Guzika” (pierwszy z nich był głównym kompozytorem, a obaj razem tworzyli teksty)[4].
- Utwór „Brasil!” został poświęcony reprezentacji Brazylii i był autorską kompozycją Guzińskiego[4]. Tekst wymienia w formie ustawienia na boisku czołowych piłkarzy kadry Brazylii, która przed powstaniem płyty zdobyła Mistrzostwo Świata 1994. Są to obrońcy Branco, Jorginho, Aldair, Santos, pomocnicy Zinho, Mauro Silva, Dunga, Raí, bramkarz Taffarel oraz napastnicy Bebeto, Romário, Viola i Ronaldo.
- Utwór „Soccer-Kids From Africa” odnosi się reprezentacji Kamerunu (ulubiony zespół wokalisty grupy Guzika[5]) i poruszający kwestię wykorzystywania młodych talentów piłkarskich z Kamerunu przez menedżerów piłkarskich,
- Utwór „Hoolie's Reactions” podejmuje problem chuliganów, ujawniający się podczas meczów piłkarskich.
- Utwór „Throw This Shit Away” dotyczy osób uzależnionych od narkotyków, a pośrednio jego liryki odnoszą do piłkarza Diego Maradony, mającego w przeszłości problemy z narkotykami.
- Utwór „Squadra Nigeria”, zawarty na singlu Ready to die z 1997, został zainspirowany reprezentacją Nigerii
- Teksty na płycie dotyczyły również szacunku wobec drugiego człowieka („Pigment” to protest przeciwko rasizmowi). Oprócz tego niektóre liryki miały humorystyczny charakter. Okładka prezentuje dwie trójki zwrócone do siebie – również symbol otwarcia się na drugiego człowieka oraz postawy nieobojętności na innych[6]. We wkładce do płyty widniały dodatkowo zdjęcia członków zespołu wykonane podczas wspólnej gry w piłkę nożną. Na płycie pojawili się gościnnie zaprzyjaźnieni z zespołem muzycy: Hau, wokalista zespołu Dynamind (użycza głosu w utworach „Active” i „Comic Strip”), koncertowy pracownik techniczny Flapjacka – Tomasz Molka (partie perkusyjne w utworach „Active” i „Brasil!”), Heavik (prywatnie przyjaciel Litzy) udzielał się generalnie w chórkach na płycie.